# ジュテーム (坪倉唯子のアルバム)
『ジュテーム』（Je t'aime）は、坪倉唯子の3枚目のアルバム。1993年4月7日にBMGルームス / Rhisomeからリリースされた。

## 概要

### アルバム解説
唯一、オリコン100位以内にランクインしたソロ・アルバム。表題曲は同年1月にシングル「ジュテーム」として先行リリースされている。その他には、中島みゆきが作詞を担当した「365の夜と昼」と「Sunshine Blue」のリテイク・バージョンを収録している。

### 楽曲解説
- 3曲目「ワインカラーのせつなさ」は、水沢瑶子（現：波多江美鈴）のデビュー曲のカバー。
- 6曲目「365の夜と昼」と10曲目「Sunshine Blue」は、アルバム『Loving You』に収録されている楽曲のリテイク。

## 収録曲
| #         | タイトル                   | 作詞       | 作曲       | 編曲      | 時間  |
| --------- | -------------------------- | ---------- | ---------- | --------- | ----- |
| 1.        | 「両手の中の八月」         | 小田佳奈子 | 寺尾広     | 池田大介  | 4:42  |
| 2.        | 「ジュテーム」             | 大津あきら | 織田哲郎   | 池田大介  | 4:27  |
| 3.        | 「ワインカラーのせつなさ」 | 大津あきら | 岡本朗     | 池田大介  | 4:40  |
| 4.        | 「いとしさに勝てない」     | 小田佳奈子 | 浜田金吾   | 池田大介  | 4:47  |
| 5.        | 「泡沫 "UTAKATA"」         | 小田佳奈子 | 寺尾広     | 寺尾広    | 3:06  |
| 6.        | 「365の夜と昼」            | 中島みゆき | 寺尾広     | 池田大介  | 4:45  |
| 7.        | 「さよならで終われない」   | 小田佳奈子 | 葉山たけし | 池田大介  | 4:11  |
| 8.        | 「真夜中のSo Long」        | 小田佳奈子 | 芦沢和則   | 野田行文  | 4:05  |
| 9.        | 「永遠の一瞬」             | 小田佳奈子 | 古川真一   | 野田行文  | 4:32  |
| 10.       | 「Sunshine Blue」          | 亜蘭知子   | 織田哲郎   | 寺尾広    | 4:51  |
| 合計時間: | 合計時間:                  | 合計時間:  | 合計時間:  | 合計時間: | 44:06 |

## タイアップ
| 楽曲       | タイアップ                                         |
| ---------- | -------------------------------------------------- |
| ジュテーム | 日本テレビ系ドラマ『ジェラシー』エンディングテーマ |

## 参加ミュージシャン
- 増崎孝司（DIMENSION） - ギター
- 小野塚晃（DIMENSION） - キーボード
- 栗林誠一郎 - コーラス
- 和田惠子 - コーラス
- 古川真一 - コーラス
- 坪倉唯子 - コーラス